# Udruženje zemalja Jugoistočne Azije
Udruženje zemalja Jugoistočne Azije (engl. Southeast Asia Treaty Organization, SEATO) bila je međunarodna organizacija za kolektivnu odbranu u Jugoistočnoj Aziji formirana putem Ugovora o kolektivnoj odbrani jugoistočne Azije, ili Manilskog pakta, potpisanog u septembru 1954.
Prvenstveno stvoren da blokira dalje komunističko širenje u jugoistočnoj Aziji, SEATO se generalno smatra neuspehom, jer su unutrašnji sukobi i sporovi ometali opštu upotrebu SEATO-ove vojske; međutim, kulturno-obrazovni programi koje je finansio SEATO ostavili su dugotrajne efekte u Jugoistočnoj Aziji. SEATO je raspušten 30. juna 1977, nakon što su mnogi članovi izgubili interesovanje i povukli se.

## Poreklo i struktura
Ugovor o kolektivnoj odbrani jugoistočne Azije, ili Manilski pakt, potpisan je 8. septembra 1954. u Manili, kao deo američke Trumanove doktrine o stvaranju antikomunističkih bilateralnih i kolektivnih ugovora o odbrani. Ovi ugovori i sporazumi imali su za cilj stvaranje saveza koji bi zauzdali komunističke sile (komunističku Kinu, u slučaju SEATO-a). Smatralo se da je ovu politiku u velikoj meri razvio američki diplomata i sovjetski stručnjak Džordž Frost Kenan. Državni sekretar predsednika Dvajta D. Ajzenhauera Džon Foster Dals (1953–1959) smatra se pokretačkom snagom koja je stajala iza stvaranja SEATO-a, čime je proširen koncept antikomunističke kolektivne odbrane na jugoistočnu Aziju. Tadašnji potpredsednik Ričard Nikon zalagao se za azijski ekvivalent Severnoatlantskog saveza (NATO) po povratku sa svog azijskog putovanja krajem 1953. godine, i NATO je bio model za novu organizaciju, sa namerom da se koordiniraju vojne snaga svake članice kako bi se obezbedila kolektivna odbrana država članica.
Organizacija sa sedištem u Bangkoku, stvorena je 1955. godine na prvom sastanku Saveta ministara uspostavljem ugovora. Dalsova preferencija da se organizacija nazove „ManPac” nije usvojena. Organizaciono je na čelu SEATO-a bio generalni sekretar, čija je kancelarija stvorena 1957. godine na sastanku u Kanberi, sa predstavničkim savetom država članica i međunarodnim osobljem. Takođe su bili prisutni odbori za ekonomiju, bezbednost i informacije. Prvi generalni sekretar SEATO-a bio je Pote Sarasin, tajlandski diplomata i političar koji je služio kao tajlandski ambasador u SAD između 1952. i 1957. godine, i kao premijer Tajlanda od septembra 1957. do 1. januara 1958.
Za razliku od NATO alijanse, SEATO nije imao zajedničke komande sa stalnim snagama. Osim toga, SEATO-ov responsni protokol u slučaju da komunizam počne da predstavlja „zajedničku opasnost” za države članice bio je nejasan i neefikasan, iako je članstvo u SEATO savezu pružilo opravdanje za veliku američku vojnu intervenciju u regionu tokom Vijetnamskog rata (1955–1975).

## Članstvo
Uprkos svom imenu, SEATO je uglavnom obuhvatao zemlje smeštene van regiona, ali bilo sa interesom za region, bilo za samu organizaciju. To su bile Australija (koja je administrirala Papu Novu Gvineju), Francuska (koja se nedavno odrekla Francuske Indokine), Novi Zeland, Pakistan (uključujući Istočni Pakistan, sada Bangladeš), Filipini, Tajland, Ujedinjeno Kraljevstvo (koje je administriralo Hongkong, Severni Borneo i Saravak) i Sjedinjene Države.
Filipini i Tajland su bile jedine zemlje Jugoistočne Azije koje su stvarno učestvovale u organizaciji. Oni su delili bliske veze sa Sjedinjenim Državama, posebno Filipini, i suočavali su se sa početim komunističkim pobunama protiv sopstvenih vlada. Tajland je postao član nakon otkrića novoosnovane „Tajlandske autonomne regije” (Autonomna prefektura Sišuangbana Daj) u Junanu (na jugozapadu Kine) - te su se očigledno osećali ugroženom potencijalnom kineskom komunističkom subverzijom na svoj teritoriji. Druge regionalne zemlje poput Burme i Indonezije bile su mnogo više posvećene domaćoj unutrašnjoj stabilnosti, nego bilo kakvim komunističkim pretnjama, i stoga su odbili da se pridruže. Malezija (uključujući Singapur) takođe je odlučila da formalno ne učestvuje, mada je redovno obaveštavana o ključnim događajima zbog svoje bliske veze sa Ujedinjenim Kraljevstvom.
Države novoformirane iz Francuske Indokine (Severni Vijetnam, Južni Vijetnam, Kambodža i Laos) bile su sprečene da učestvuju u bilo kojoj međunarodnoj vojnoj alijansi kao rezultat Ženevskih sporazuma potpisanih 20. jula iste godine, kojim se zaključuje kraj Prvog indokineskog rata. Međutim, s dugotrajnom pretnjom koja je dolazila iz komunističkog Severnog Vijetnama i mogućnošću efekta domina pri čemu bi se Indokina pretvora u komunistički front, SEATO je ove zemlje stavio pod svoju zaštitu - akt koji se smatrao jednim od glavnih opravdanja za SAD učešće u Vijetnamskom ratu. Kambodža je međutim odbila zaštitu 1956. godine.
Većina članova SEATO-a nije bila locirana u Jugoistočnoj Aziji. U Australiji i Novom Zelandu, SEATO je smatran organizacijom koja je prihvatljivija od ANZUS-a - kolektivne odbrambene organizacije sa SAD-om. Ujedinjeno Kraljevstvo i Francuska su se pridružile delom zbog dugo održavanih kolonija u regionu, a delom zbog zabrinutosti zbog razvoja događaja u Indokini. I na kraju, ali ne i najmanje važno, SAD su Jugoistočnu Aziju shvatile kao ključnu granicu za geopolitiku Hladnog rata, i stoga su smatrale da je uspostavljanje SEATO-a neophodno za njegovu politiku zadržavanja tokom Hladnog rata.
Sve u svemu, članstvo je odražavalo kombinaciju antikomunističkih zapadnih država i takvih država u jugoistočnoj Aziji sredinom 1950-ih. Ujedinjeno Kraljevstvo, Francuska i Sjedinjene Države, koje su se pridružile nakon što je Američki senat ratifikovao ugovor sa 82–1 glasova, predstavljale su najjače zapadne sile. Kanada je takođe razmatrala pridruživanje, ali je odlučeno da to ne učini kako bi se koncentrisala na svoje odgovornosti u NATO-u.

## Kulturni efekti
Pored zajedničke vojne obuke, države članice SEATO-a radile su na poboljšanju međusobnih socijalnih i ekonomskih pitanja. Takve aktivnosti nadgledao je SEATO-ov Komitet za informacije, kulturu, obrazovanje i radne aktivnosti, i pokazalo se da su to neki od najvećih uspeha SEATO-a. Godine 1959, prvi generalni sekretar SEATO-a, Pote Sarasin, stvorio je SEATO diplomski inženjerski fakultet (u današnje vreme Azijski tehnološki institut) na Tajlandu za obuku inženjera. SEATO je takođe sponzirao stvaranje Centra za razvoj nastavnika u Bangkoku, kao i Tajlandsku vojno-tehničku školu za obuku, koja je nudila tehničke programe za nadzornike i radnike. SEATO-ov projekat kvalifikovanog rada (SLP) stvorio je zanatske ustanove za obuku, posebno na Tajlandu, gde je uspostavljena devedeset i jedna radionica za obuku.
SEATO je takođe obezbedio finansiranje istraživanja i grantove u poljoprivredi i medicini. Godine 1959, SEATO je osnovao Istraživačku laboratoriju za koleru u Bangkoku, kasnije uspostavljajući drugu Istraživačku laboratoriju za koleru u Daki u Bangladešu. Laboratorija u Daki ubrzo je postala vodeća svetska ustanova za istraživanje kolere, a kasnije je preimenovana u Međunarodni centar za istraživanje dijareje, Bangladeš. SEATO se takođe pospešivao polje književnosti, i oformljena je dodela SEATO nagrade za književnost, koja se dodeljuje piscima iz država članica.

## Kritika i raspuštanje
Iako je državni sekretar Dals smatrao SEATO ključnim elementom američke spoljne politike u Aziji, istoričari su Manilski pakt smatrali neuspehom, a pakt se retko pominje u istorijskim knjigama. Na Ženevskoj konferenciji 1954. o Indokini, Ssr Džejms Kejbl, diplomata i pomorski strateg, opisao je SEATO kao „smokvin list za golotinju američke politike”, navodeći Manilski pakt kao „zoološki vrt papirnih tigrova“.
Konsekventno, pojavila su se pitanja raspuštanja organizacije. Pakistan se povukao 1972. godine, nakon što se istočni Pakistan odvojio i postao Bangladeš 16. decembra 1971. Francuska je povukla finansijsku podršku 1975. godine, i SEATO-ovo veće saglasilo se sa postupnim ukidanjem organizacije. Nakon poslednje vežbe 20. februara 1976. godine, organizacija je formalno raspuštena 30. juna 1977.

## Literatura
- Blaxland, John C. (2006). Strategic Cousins: Australian and Canadian Expeditionary Forces and the British and American Empires. McGill-Queen's University Press. ISBN 978-0-7735-3035-5.
- Boyer, Paul; Clark, Jr., Clifford; Kett, Joseph; Salisbury, Neal; Sitkoff, Harvard; Woloch, Nancy (2007). The Enduring Vision (6th AP изд.). Houghton Mifflin. ISBN 978-0-618-80163-3.
- Encyclopædia Britannica (India) (2000). Students' Britannica India, Volume Five. Popular Prakashan. ISBN 978-0-85229-760-5.
- Franklin, John K. (2006). The Hollow Pact: Pacific Security and the Southeast Asia Treaty Organization. ProQuest. ISBN 978-0-542-91563-5.
- Grenville, John; Wasserstein, Bernard, ур. (2001). The Major International Treaties of the Twentieth Century: A History and Guide with Texts. Taylor & Francis. ISBN 978-0-415-14125-3.
- Hearden, Patrick J., ур. (1990). Vietnam: Four American Perspectives. Purdue University Press. ISBN 978-1-55753-003-5.
- Jillson, Cal (2009). American Government: Political Development and Institutional Change. Taylor & Francis. ISBN 978-0-415-99570-2.
- Leifer, Michael (2005).  Chin Kin Wah, Leo Suryadinata, ур. Michael Leifer: Selected Works on Southeast Asia. ISBN 978-981-230-270-0.
- Maga, Timothy P. (2010). The Complete Idiot's Guide to the Vietnam War, 2nd Edition. Penguin. ISBN 978-1-61564-040-9.
- Ooi, Keat Gin, ур. (2004). Southeast Asia: A Historical Encyclopedia, From Angkor Wat to East Timor, Volume 2. ABC-CLIO. ISBN 978-1-57607-770-2.
- Page, Melvin E., ур. (2003). Colonialism: An International Social, Cultural, and Political Encyclopedia. ABC-CLIO. ISBN 978-1-57607-335-3.
- Stephens, Alan (1995). Going Solo: The Royal Australian Air Force, 1946–1971. Australian Govt. Pub. Service. ISBN 978-0-644-42803-3.
- Tarling, Nicholas (1992). The Cambridge History of Southeast Asia: Volume 2. Cambridge University Press. ISBN 978-0-521-35506-3.
- Weiner, Tim (2008). Legacy of Ashes: The History of the CIA. Random House Digital. ISBN 978-0-307-38900-8.
- Buszynski, Leszek. SEATO: The Failure of an Alliance Strategy. Singapore: Singapore University Press, 1983.
- Haas, Michael (1989). The Asian Way to Peace: A Story of Regional Cooperation. Praeger. ISBN 0-275-93216-8.
- Dreisbach, Kai (2004). USA und ASEAN. Amerikanische Aussenpolitik und regionale Kooperation in Südostasien vom Vietnamkrieg bis zur Asienkrise (на језику: German). Wissenschaftlicher Verlag. ISBN 3-88476-656-2.
- Pierre Journoud, De Gaulle et le Vietnam: 1945–1969, Éditions Tallandier, Paris, 2011, 542 p.  978-2847345698
- Independent Review Panel (9. 7. 2004). Report to the Minister Assisting the Minister for Defence (PDF). Приступљено 1. 5. 2011.

## Spoljašnje veze
- The short film Big Picture: Southeast Asia Treaty Organization (SEATO) Nations is available for free download at the Internet Archive